# マルティニーク

マルティニーク
Martinique

マルティニーク（Martinique、アンティル・クレオール語: Matinik、または Matnik）は、フランスの海外県の1つであり、カリブ海に浮かぶ西インド諸島南部の小アンティル諸島の中のウィンドワード諸島に属する島である。
海を隔てて北にドミニカ国が南にセントルシアが存在する。県都はフォール＝ド＝フランス（Fort-de-France）。面積1,128平方キロ、人口407,000人（2011年）、時間帯はUTC-4、国番号は596で、ドメイン名は.mqである。
「世界で最も美しい場所」とコロンブスに呼ばしめ、彼を魅了したマルティニーク島の語源は、島に住んでいたカリブ人の言葉で「マディニーナ（Madinina、花の島）」、または「マティニーノ（Matinino、女の島）」である。

## 歴史
マルティニークは、1502年にジェノヴァ人の航海者、クリストファー・コロンブスの第四次航海により「発見」されたが、金や銀を産出せず、さらにカリブ人が頑強な抵抗を続けたこの島は暫くヨーロッパ人の侵入を退けた。しかし、1635年にセント・キッツ島を拠点にしたフランス人のピエール・ブラン・デスナンビュックが上陸した。既にイギリス人による入植が行われていたが、これによってフランスが主導権を握り、1658年にフランス軍は抵抗する島民を虐殺、島民は絶滅したといわれる。
島の植民地化が進むと、マルティニークはアフリカから奴隷貿易で連行された黒人奴隷によるサトウキビプランテーション農業で経済的に発展し、大西洋三角貿易によってサン＝ドマングやグアドループと共にフランス本国に多大な利益をもたらした。この時期に、後にエメ・セゼールやフランツ・ファノンが批判した、肌の色によって全ての序列が決定される階層社会が成立した。
18世紀に入ると、七年戦争の最中の1762年に、一時イギリスによって占領されたが、1763年に発効したパリ条約により、フランスはカナダと引き換えに島を確保した。アメリカ独立戦争が始まると、1780年に英仏の間でマルティニーク島の海戦が行われた。
1789年にフランス革命が勃発すると、1791年にはサン＝ドマングの黒人大暴動に続いてマルティニークでも黒人奴隷は自由を求めて反乱を起こしたが、間もなく王党派のグラン・ブラン（大白人）によって奴隷反乱は鎮圧され、王党派は共和制フランス（第一共和政）を裏切ってイギリスに帰属し、1794年から1802年のアミアンの和約までイギリス軍の占領が続いた。
1793年に、フランスの国民公会では、ジャコバン派とロベスピエールによって奴隷制の廃止が決議されていたが、1802年にマルティニークがフランスに返還された後に、マルティニークのグラン・ブラン出身のジョゼフィーヌ・ド・ボアルネと結婚していたナポレオン・ボナパルトは、サン＝ドマングの再征服を行ってトゥーサン・ルーヴェルチュールを捕らえ、カリブ海の植民地での奴隷制の復活を考えた。ジャン＝ジャック・デサリーヌによって指導されたハイチ人はフランス軍を破り、1804年にハイチは独立を達成したが（ハイチ革命）、ナポレオンはその他の西インド諸島の植民地での奴隷制を再導入し、マルティニークでも奴隷制が復活した。
1763年、大白人（グラン・ブラン）の娘としてジョゼフィーヌ・ド・ボアルネ（ナポレオン・ボナパルトの妻）が生まれ、1796年にジョゼフィーヌがナポレオンと結婚した。

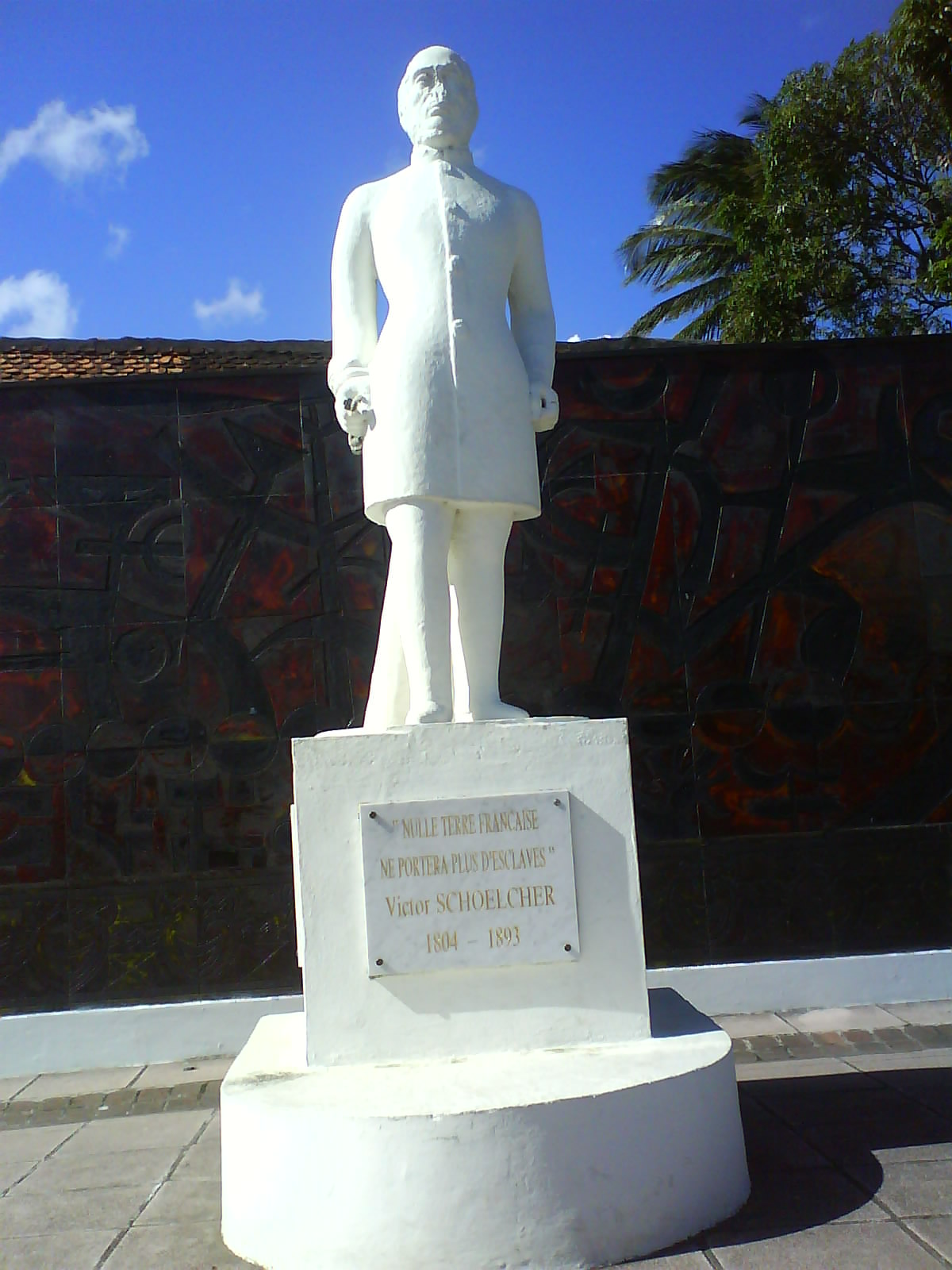
マルティニークに聳えるヴィクトル・シュルシェールの像。シュルシェールは現在もアンティーユ人に敬愛されている。

1848年2月にフランス二月革命によって第二共和政が樹立されると、4月にはヴィクトル・シュルシェールによって再び奴隷制の廃止が実施されたが、奴隷制廃止の時期が引き伸ばされたため、黒人奴隷による暴動が勃発した。その後ナポレオン3世の第二帝政下で黒人選挙権は失われたものの、普仏戦争の敗戦によって第三共和政が成立すると、以降は「文明化の使命」の概念により、黒人への選挙権の復活、植民地県議会の開設、徴兵制の導入など、政治面、文化面の双方において、マルティニーク人のフランス国民への同化政策が進められた。

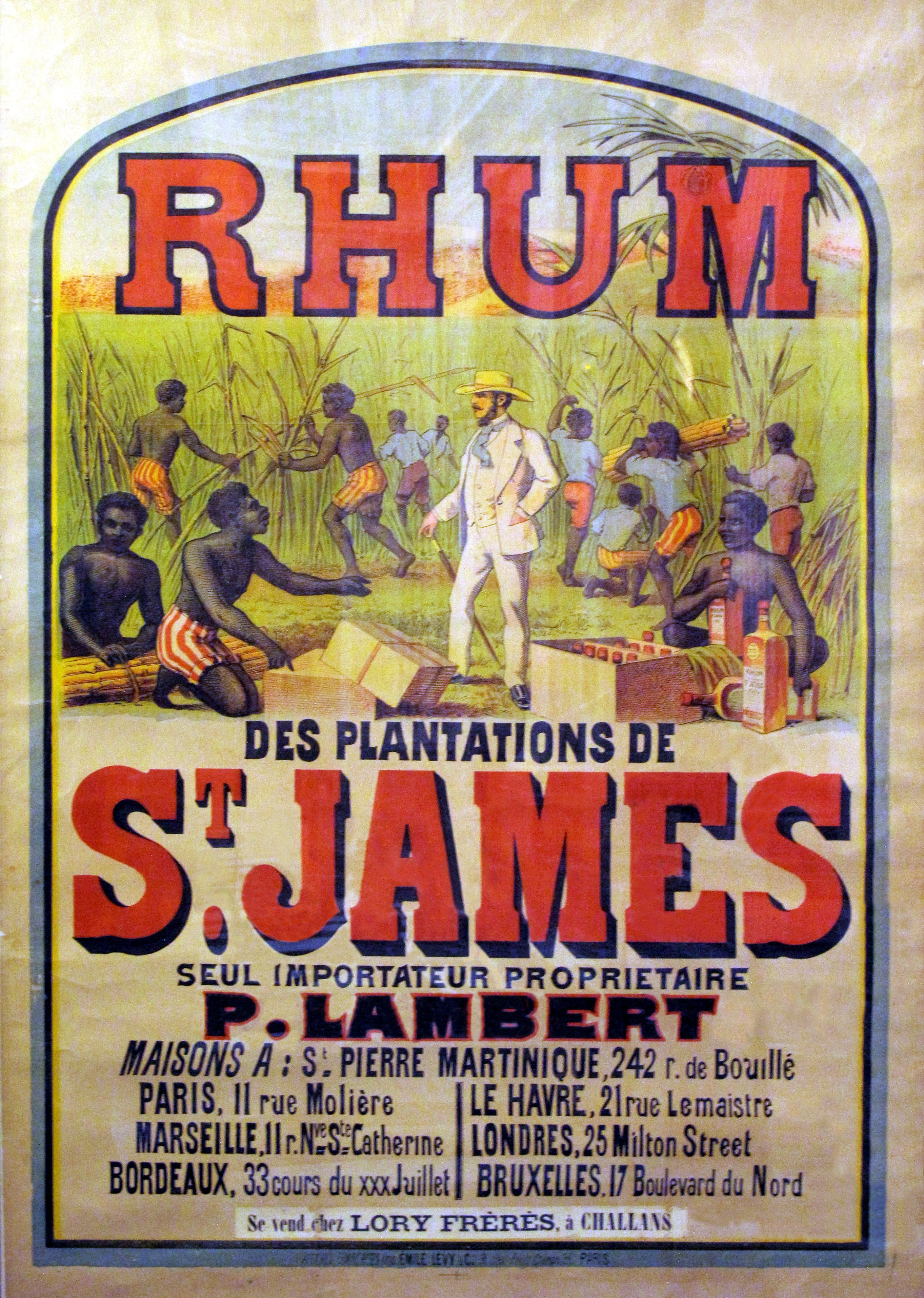
1888年頃に島内で生産されたラム酒の広告。当時の白人と黒人の立場が象徴的に描かれている。

1902年にはプレー火山が爆発、火砕流で当時の県庁所在地だったサン・ピエールで住民3万人が死亡、街は壊滅し、島の首府がフォール・ド・フランスに移転した。
第二次世界大戦が勃発し、フランスがナチス・ドイツに降伏すると、マルティニーク政府は親独中立のヴィシー政権に帰属し、島にはヴィシー政権の水兵が上陸した。フランス銀行の金塊をカナダに移送していた軽巡洋艦エミール・ベルタンは、降伏を受けて行き先をマルティニーク島に変更し、金塊ともども島に留まった。連合国とは、マルティニーク島を爆撃しない代わりに、マルティニーク島からフランス軍艦を出航させないという協定が結ばれた。大戦中の島ではナチズム風の人種主義が露骨な形で顕れたが、1943年中頃にレジスタンスが蜂起し、連合国側の自由フランスに鞍替えした。エミール・ベルタンは連合国の南フランス上陸作戦に投入され、フランツ・ファノンのようなマルティニーク出身の兵士も、アルザスの戦いなどにおいて連合国側で戦った。
第二次世界大戦が終結し、世界が脱植民地化時代を迎えると、1945年にフランス共産党から立候補した黒人文学者で教育者のエメ・セゼールがフォール市市長に当選した。かつてネグリチュード運動を主導し、フランスの「白い普遍」に対する反逆者だったセゼールは、以後フランスへの同化政策を採らざるを得なかった。
1946年にマルティニークはフランス海外県となった。セゼールはその後も自治を求めたが、当時の首相であったシャルル・ド・ゴールにとって「海の上の小さな埃」に過ぎなかったマルティニークに自治は認められず、1950年代から1960年代にフランス植民地の独立が進んだ時にも、マルティニークは同化されるべき海外県との扱いから脱することが出来ず、現在も海外県のままである。また、2002年にはユーロの流通が始まった。

## 政治
マルティニークはフランスにおける海外県の地位にあり、フランス国民議会に4名、元老院に2名の代表を送る権利を持っている。4つの郡と45の小郡、34のコミューンがある。

## 地理

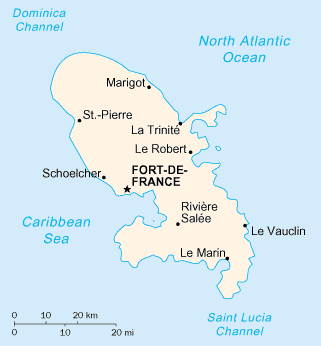
マルティニーク島の巨大な噴火を起こしたプレー山は、北西部サン・ピエール (St.-Pierre) の真北7kmの位置にそびえる。

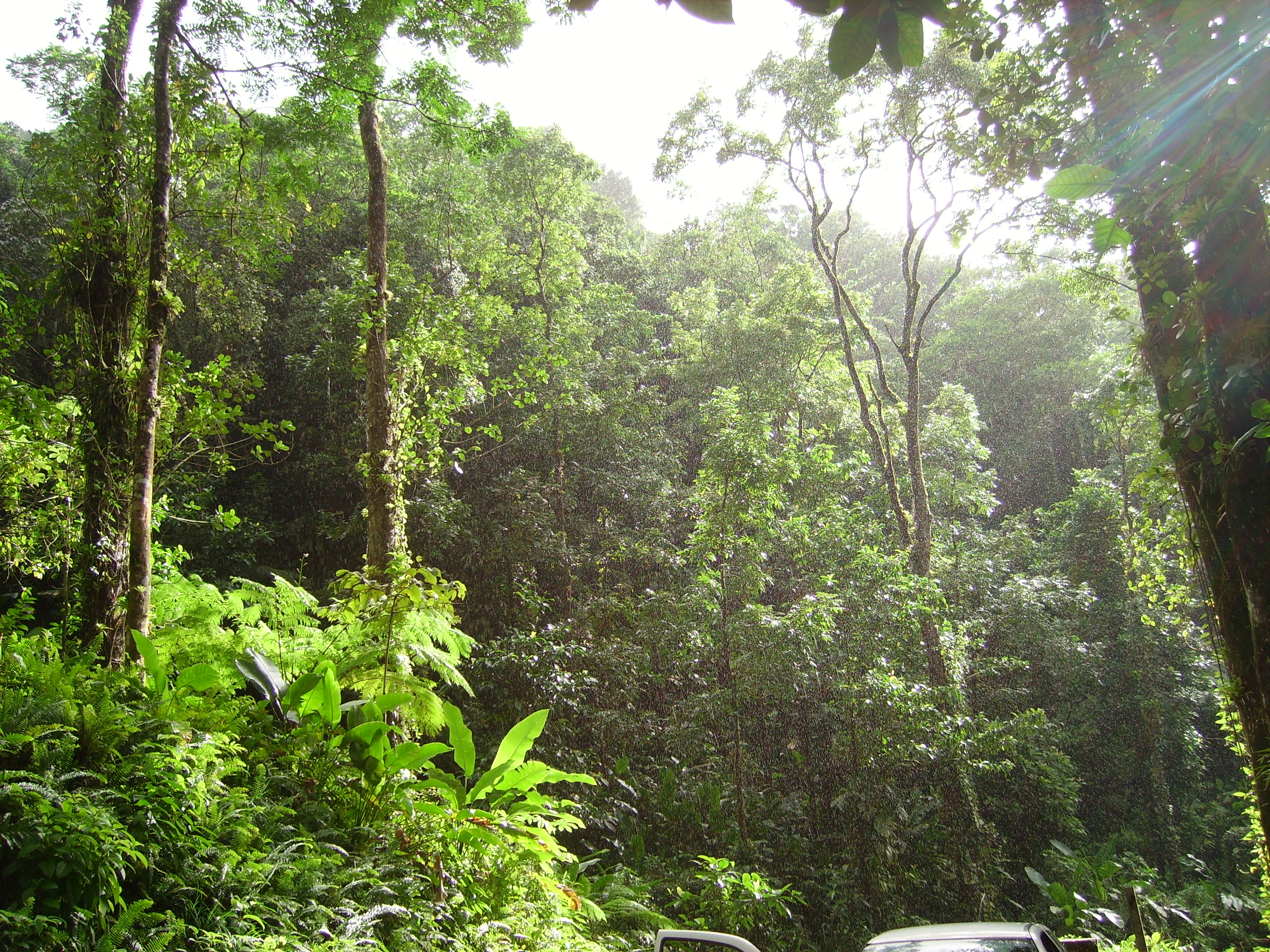
マルティニークの熱帯林

山がちな火山島で、島の北部に活火山のプレー山（またはペレ山、標高1397m）がある。南部には古代の火山の遺跡があり、中央部は狭い平野である。南側のセントルシアとの間はセントルシア海峡である。
島には森林、河川、湿地があり、海岸には砂浜、ラグーン、マングローブ、サンゴ礁、海洋被子植物の藻場がある。島には固有種の鳥類のマルチニクムクドリモドキが生息しており、2021年にユネスコの生物圏保護区に指定された。アメリカウナギ、カワスズメなどの餌場となるマングローブが発達している南部のサリーヌ池は2008年にラムサール条約登録地となった。
気候は熱帯海洋性である。年間平均気温は25℃、最高は30℃、最低は18℃で、プレー山の山岳地帯では16℃前後である。年間降水量は大西洋に面したの島の東側は常に貿易風が吹き年間2000mmもの雨が降り湿度も高い。カリブ海に面した島の西側は風が少なく穏やかな気候で、降水量も1500mm程度である。プレー山がある島北部の山岳地帯では年間降雨量は約10000mmもの雨が降る。

## 経済

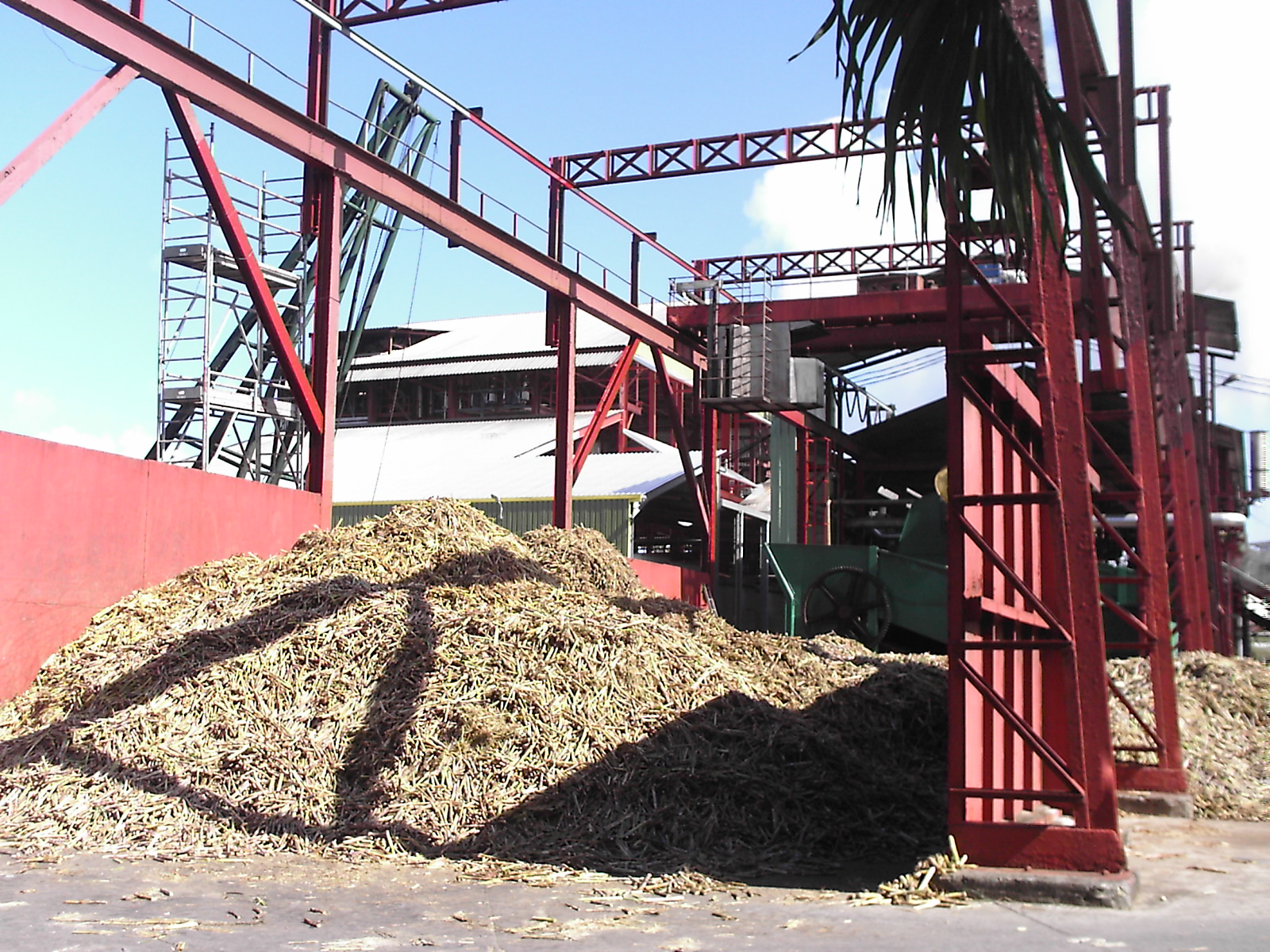
島内のラム酒蒸留所に集積されるサトウキビ。

砂糖、ラム酒、バナナ、パイナップルなどの農業と観光業が経済の中心である。しかし、住民を養うには到底足りるものではなく、食糧や日用品の多くをフランス本国からの輸入に頼っているため物価水準が高い。また、失業率も高く、そのために多くのマルティニーク人がフランス本土に出稼ぎしている。

## 交通
- マルティニーク・エメ・セゼール国際空港（旧ラマンタン空港）

## 住民
ドミニカ国以外の全ての西インド諸島諸国に共通するように、元いた先住民のカリブ人は、ヨーロッパ人による虐殺やヨーロッパ人が持ち込んだ伝染病により現在は全滅しており、純粋な先住民は現在1人もいない。アフリカから奴隷として連れて来られた黒人と、クレオール人（ムラート）が多く、フランスの白人や華人（華僑）、インド人（印僑）、レバノン、シリア、パレスチナから移民したアラブ人なども少数存在する。住民の多くはフランス語とクレオール語を話すが、クレオール語には低い位置が与えられている。宗教はカトリック信者が多い。
260,000人のマルティニーク出身者がフランス本土で暮らし、多くはパリ地域に居住している。

### 人口
| 1700 推計                                         | 1738 推計     | 1848 推計     | 1869 推計     | 1873 推計     | 1878 推計     | 1883 推計     | 1888 推計     | 1893 推計 | 1900 推計 |
| ------------------------------------------------- | ------------- | ------------- | ------------- | ------------- | ------------- | ------------- | ------------- | --------- | --------- |
| 24,000                                            | 74,000        | 120,400       | 152,925       | 157,805       | 162,861       | 167,119       | 175,863       | 189,599   | 203,781   |
| 1954 国勢調査                                     | 1961 国勢調査 | 1967 国勢調査 | 1974 国勢調査 | 1982 国勢調査 | 1990 国勢調査 | 1999 国勢調査 | 2006 国勢調査 | 2007 推計 | 2008 推計 |
| 239,130                                           | 292,062       | 320,030       | 324,832       | 328,566       | 359,572       | 381,427       | 397,732       | 400,000   | 402,000   |
| 公式の数字は過去の国勢調査とINSEEの推計によった。 |               |               |               |               |               |               |               |           |           |

## 文化

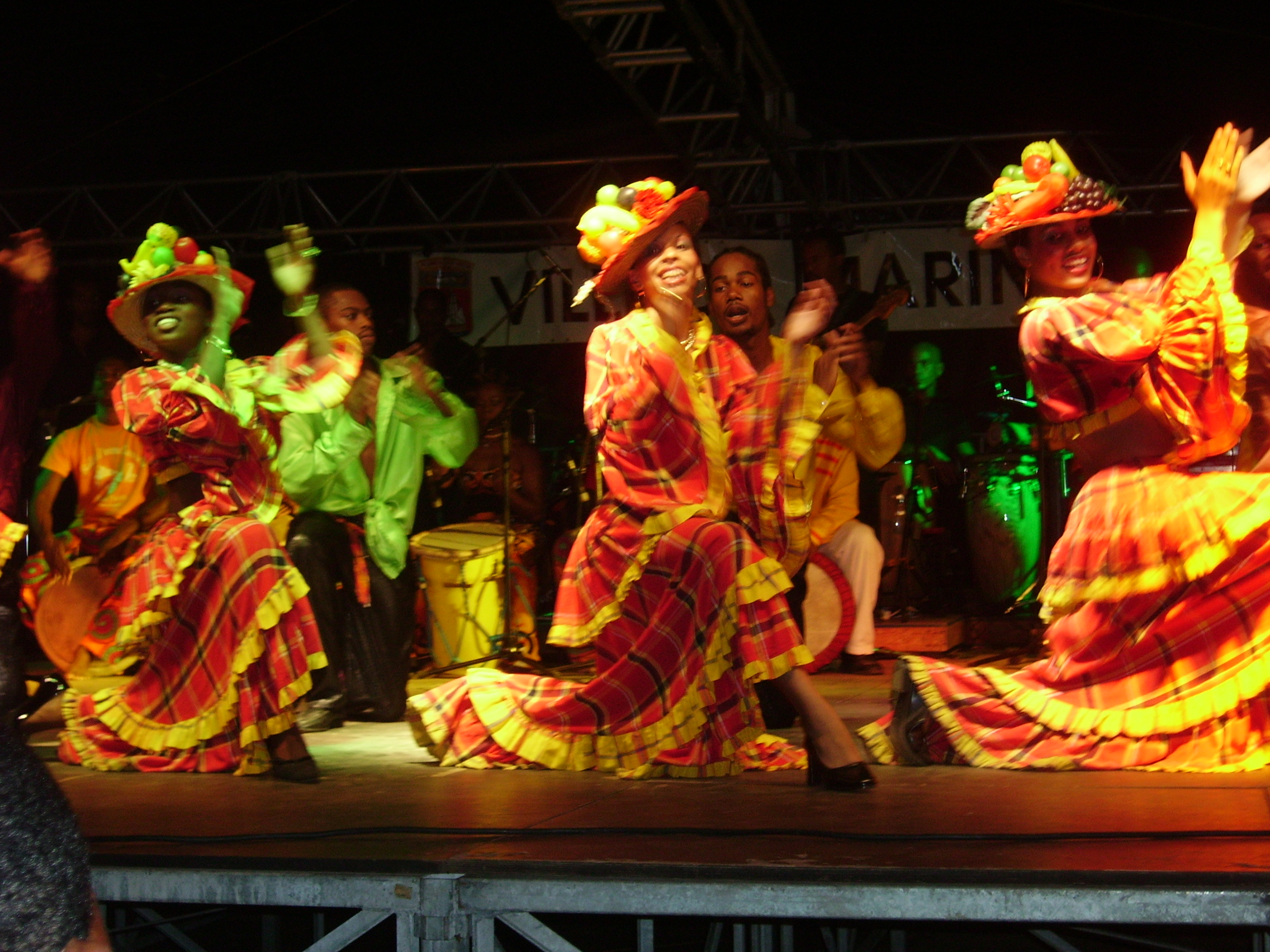
マルティニークの舞踊

### 音楽
19世紀後半のマルティニークでは、ヨーロッパとアフリカのダンス音楽が融合し、幾つかのダンス音楽が生まれた。そのうちの一つであるビギンはアレクサンドル・ステリオなどの活躍により、1920年代から1930年代にかけてフランス本土で隆盛を見せた。ビギンは後の1980年代にも、カリなどにより、再び脚光を浴びた。その他のジャンルとして、1960年代後半に発生したカダンス、カダンスの流れを引き継いだジャンルであるズーク、農村部の伝統音楽であるプレアー、プレアーの構成に格闘技を伴うダミエなどのジャンルが存在する。

### 文学
文学においては、セネガルのレオポルド・セダール・サンゴールと共にネグリチュード運動を担い、『帰郷ノート』（1939年）、『植民地主義論』（1950年、1955年）で知られるエメ・セゼールや、セゼールの教え子であり、アルジェリア革命にアフリカ革命を見出し、ポストコロニアリズムの先駆者となった、『黒い皮膚・白い仮面』（1952年）、『アフリカ革命に向けて』（1964年）で知られるフランツ・ファノン、同じくセゼールの教え子であり、ヨーロッパでもアフリカでもないアンティル諸島に特有の心性として、アンティル性（アンティヤニテ）を見出したエドゥアール・グリッサン、アンティヤニテを批判してより広い視野を持って世界を見ることを訴えるクレオリテを主張し、『クレオールとは何か』（1991年）などで知られるパトリック・シャモワゾーやラファエル・コンフィアン（Raphaël Confiant）の名が特に挙げられる。

### スポーツ
マルティニークではサッカーが最も人気のスポーツであり、1919年にサッカーリーグのマルティニーク・シャンピオナ・ナシオナルが創設された。サッカーマルティニーク代表はカリビアンカップの1993年大会で優勝を果たしている。さらにCONCACAFゴールドカップでは、2002年大会でベスト8の成績を収めた。
マルティニークの帆船のヨールの建造、航海、レース（レガッタ）などは2020年にユネスコの無形文化遺産（「ベスト・プラクティス」部門）に登録された。

## 出身者
- ジョゼフィーヌ・ド・ボアルネ - ナポレオン1世の最初の妻[4]
- エメ・セゼール - 詩人
- フランツ・ファノン - 精神分析家
- エドゥアール・グリッサン - 思想家
- パトリック・シャモワゾー - 文学者
- ユーザン・パルシー - 映画監督
- ジェラール・ジャンヴィオン - 元サッカー選手
- ガリー・ボカリ - 元サッカー選手
- ジャン＝シルヴァン・ババン - サッカー選手
- エマニュエル・リヴィエール - サッカー選手
- エルマン・パンゾ - 元陸上競技選手
- マクシ・モリニエール - 元陸上競技選手
- ジェリー・モロー - 元プロレスラー

## 登場作品
- マルチニックの少年 - 貧困と矛盾に満ちた1930年代の島の生活を描いたフランスの映画
- マルティニークからの祈り - マルティニーク島の刑務所に収容された実在の人物を取り扱った韓国の映画